# Шар'їнський район
Шар'їнський район (рос. Шарьинский район) — адміністративно-територіальна одиниця (район) та муніципальне утворення (муніципальний район) на сході Костромської області Росії.
Адміністративний центр — місто Шар'я.

## Історія
23 липня 1959 року до Шар'їнського району було приєднано частину території скасованого Івановського району.

## Населення
| 2002   | 2008    | 2009    | 2010    | 2011    | 2012    | 2013  |
| ------ | ------- | ------- | ------- | ------- | ------- | ----- |
| 12 851 | ↘11 390 | ↘11 300 | ↘10 390 | ↘10 337 | ↘10 090 | ↘9863 |
| 2014   | 2015    | 2016    | 2017    | 2018    | 2019    | 2020  |
| ↘9564  | ↘9354   | ↘9197   | ↘8975   | ↘8742   | ↘8447   | ↘8243 |